# Kutegölen
Kutegölen är en sjö i Karlskrona kommun i Blekinge och ingår i Nättrabyån-Ronnebyåns kustområde. Sjön är 9,6 meter djup, har en yta på 0,02 kvadratkilometer och är belägen 107,2 meter över havet.